# 岐阜県立飛騨特別支援学校高山日赤分校
岐阜県立飛騨特別支援学校高山日赤分校（ぎふけんりつひだとくべつしえんがっこうたかやまにっせきぶんこう）は、岐阜県高山市にある特別支援学校。

## 概要
岐阜県立飛騨特別支援学校の分校であり病弱者、肢体不自由者を対象とする。高山赤十字病院に隣接し、高山赤十字病院の長期入院者にも対応する。

## 学校概要
創立
1956年（昭和31年）
学部
- 小学部
  - 通常学級
  - おひさま学級（重複障がい学級）

- 中学部
  - 通常学級
  - おひさま学級（重複障がい学級）

- 高等部
  - 通常学級
  - おひさま学級（重複障がい学級）

## 沿革
- 1956年（昭和31年）6月1日 - 高山赤十字病院内山王小学校養護学級を開設。
- 1958年（昭和33年）10月1日 - 高山赤十字病院内に第一中学校養護学級を開設。
- 1972年（昭和47年）4月1日 - 高山市立あゆみ学園[注釈 1]内に西小学校あゆみ分教室を開設。
- 1972年（昭和47年）4月1日 - 高山市立あゆみ学園内に中山中学校あゆみ分教室を開設。
- 1979年（昭和54年）4月1日 -
  - 高山赤十字病院内の山王小学校養護学級、日枝中学校養護学級が岐阜県に移管され、岐阜県立飛騨養護学校高山赤十字分校となる。
  - 高山市立あゆみ学園内の西小学校あゆみ分教室、中山中学校あゆみ分教室が岐阜県に移管され、岐阜県立飛騨養護学校あゆみ分教室となる。
- 1986年（昭和61年）4月1日 - 高山赤十字分校とあゆみ分教室が合併・新築移転し、岐阜県立飛騨養護学校高山日赤分校に改称する。
- 2007年（平成19年）4月1日 - 岐阜県立飛騨特別支援学校高山日赤分校に改称する。

## アクセス
- JR高山本線「高山駅」より徒歩で約5分。